# Pfaffenhausen

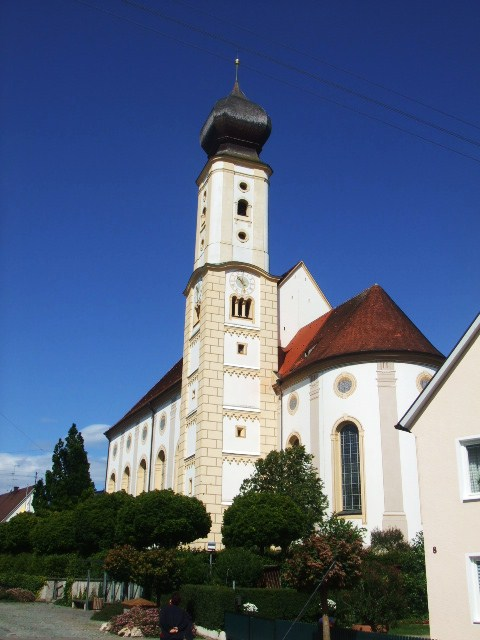
Pfaffenhausen

Pfaffenhausen este o comună-târg din districtul Unterallgäu, regiunea administrativă Schwaben, landul Bavaria, Germania.